# Chontal van Oaxaca (volk)
De Chontal van Oaxaca (Chontal: slijuala xanuk) of Tequistlateken zijn een indiaans volk woonachtig in de staat Oaxaca in Mexico. Er leven 12.663 Chontal van Oaxaca in Mexico.
De naam Chontal komt van het Nahuatl Chontalli, vreemdeling. Zij delen hun naam met de Chontal van Tabasco, een Mayavolk dat niet verwant is aan de Chontal van Oaxaca. De Chontal van Oaxaca hebben geen bekende verwanten. Hun taal is een isolaat, hoewel sommige taalkundigen hun taal onder de omstreden Hokantalen rekenen, hetgeen zou betekenen dat de Chontal verwant zijn aan de indiaanse volkeren in Californië. De Chontal noemen zichzelf slijuala xanuk, bewoners van de bergen. De Chontal van Oaxaca wonen in de bergen van de Zuidelijke Sierra Madre in Oaxaca en de aangrenzende vlakte van de landengte van Tehuantepec.
De Chontal bewonen hun leefgebied volgens archeologen sinds ongeveer het begin van de jaartelling. Kronieken vermelden in 1376 dat Alfane Leochine, die traditioneel als eerste leider van de Chontal wordt gezien, de Chontal leidde in een oorlog tegen de Zapoteken. In 1436 werden de Chontal door de Zapoteken onderworpen. In het begin van de 16e eeuw werden zij door de conquistador Pedro de Alvarado onderworpen.
De Chontal zijn een landbouwvolk en verbouwen maïs, bonen, kalebassen en katoen.